# Hellas Sat 2
Hellas Sat 2 – satelita telekomunikacyjny należący do grecko-cypryjskiego operatora Hellas Sat. Został wystrzelony na orbitę 13 maja 2003. Znajduje się na orbicie geostacjonarnej (nad równikiem), na 39. stopniu długości geograficznej wschodniej.
Nadaje sygnał stacji telewizyjnych (w tym HDTV) i radiowych oraz dane (oferując usługi dostępu do Internetu) do odbiorców w Europie (oprócz części północno-wschodniej) oraz częściowo Afryce Północnej i na Bliskim Wschodzie.
Satelita oparty jest na platformie Eurostar 2000+, posiada 30 transponderów (oraz 8 nadmiarowych) pasma Ku, a spodziewany czas jego pracy wynosi 15 lat.

## Oferta nadawcza
Satelita Hellas Sat 2, oprócz transmisji kanałów kodowanych, zapewnia również odbiór około 35 niekodowanych stacji telewizyjnych i blisko 45 radiowych.

## Niekodowane programy telewizyjne
- w języku greckim
  - 4E Hellas Orthodox TV
  - 902 Tileorasi
  - ANT 1 World
  - Channel 10
  - ERT World
  - Gnet
  - Kanali Voulis
  - Mad TV Bulgaria
  - RIK Sat (Cypr)
  - Tele Asty
- w języku arabskim
  - Reform TV
  - The Media Office
- w języku bułgarskim
  - City TV
  - Kanal 3
  - MM
  - Planeta Folk TV
  - Re:TV
  - The Voice Bulgaria
  - TV SKAT
- w języku rumuńskim
  - Etno TV
  - Euro Channel
  - Taraf TV
- w języku ukraińskim
  - A-One Ukraine
  - DODTRK
  - Gamma TV
  - KDRTRK
  - Kultura Ukraine
  - Maxxi-TV
  - News One
  - Ru Music
  - TV1 Ukraine
  - UTR

## Warunki odbioru w Polsce
Do odbioru programów z satelity Hellas Sat 2 w Polsce potrzebna jest czasza anteny o średnicy minimum 60 cm lub 90 cm dla tzw. układu zeza.